# شارلي وليامز (متسابق دراجات نارية)
شارلي وليامز (بالإنجليزية: Charlie Williams)‏ هو متسابق دراجات نارية بريطاني. نافس في سباقات بطولة العالم لفئة 500 سي سي ولفئة 350 سي سي ولفئة 250 سي سي ولفئة 125 سي سي ولفئة 50 سي سي. كما شارك في كأس جزيرة مان السياحية.

## روابط خارجية
- شارلي وليامز على موقع MotoGP.com (الإنجليزية)